# Mahrevići
Mahrevići su naseljeno mjesto u općini Čajniču, Republika Srpska, BiH. Nalaze se sjeverno od izvora Suhodanjske rijeke i Batkovića, istočno od Glamočevića i zapadno od Milatkovića.
Godine 1985. pripojeni su selo Batkovićima (Sl.list SRBiH, br.24/85).

## Stanovništvo
| Narod     | Popis 1961. | Popis 1971. | Popis 1981. |
| --------- | ----------- | ----------- | ----------- |
| Hrvati    | 1           |             |             |
| Muslimani | 59          | 56          | 29          |
| Srbi      | 105         | 95          | 81          |
| ostali    | 3           |             |             |
| Ukupno    | 168         | 151         | 110         |